# Larissa Grigorjewna Kuklina
Larissa Grigorjewna Kuklina (russisch Лариса Григорьевна Куклина; * 12. Dezember 1990 in Labytnangi als Larissa Grigorjewna Kusnezowa) ist eine russische Biathletin. Mit der Staffel gewann sie 2009 und 2010 zwei Weltmeistertitel im Jugend- und Juniorenbereich. 2019 debütierte sie im Biathlon-Weltcup und gewann dort ebenfalls mit der Staffel ihr erstes Rennen.

## Sportliche Laufbahn
Larissa Kusnezowa wuchs im Autonomen Kreis der Jamal-Nenzen auf und begann in ihrer Schulzeit mit dem Biathlonsport. 2006 vertrat sie ihre Heimatregion bei den Arktischen Winterspielen in Alaska und gewann dort mehrere Goldmedaillen. Sie etablierte sich als eine der stärksten Athletinnen im russischen Nachwuchsbereich und nahm sowohl 2009 an den Jugendweltmeisterschaften in Canmore teil als auch an den Juniorenweltmeisterschaften 2010 in Torsby. Beide Male gewann sie im Staffelrennen die Goldmedaille: 2009 mit Olga Galitsch und Anna Pogorelowa, 2010 mit Swetlana Perminowa und Anastassija Kalina. In den Einzelrennen erreichte sie Ergebnisse zwischen dem fünften und dem zehnten Rang. Bei den Junioren-Europameisterschaften 2010 gewannen Kusnezowa, Kalina, Jewgeni Petrow und Maksim Burtassow hinter den Franzosen die Silbermedaille im Mixed-Staffelrennen.
Kusnezowas Laufbahn wurde in der Folge durch mehrere Verletzungspausen unterbrochen. Erst in der Saison 2012/13 qualifizierte sie sich für das russische IBU-Cup-Team. In der zweithöchsten internationalen Biathlon-Wettkampfserie zählte sie zu den stärksten Athletinnen: Sie erreichte den siebten Rang in der Gesamtwertung, ihr bestes Einzelergebnis war ein zweiter Platz im Sprint von Beitostølen, bei dem nur Ann Kristin Flatland sie schlug. Mit Tatjana Semjonowa, Sergei Kljatschin und Alexander Petschonkin gewann sie bei der Winter-Universiade 2013 die Bronzemedaille in der Mixed-Staffel. In den folgenden Wintern erhielt Kusnezowa (nach ihrer Hochzeit 2014: Kuklina) sporadische Einsätze im IBU-Cup und trat bei den Sommerbiathlon-Weltmeisterschaften 2016 in Otepää an, wo sie in Sprint und Verfolgung die Positionen acht und neun belegte.
Im Dezember 2018 startete Kuklina nach vier Jahren wieder im IBU-Cup. In Obertilliach belegte sie als bestes Ergebnis einen fünften Rang im Sprint. Einen Monat später debütierte sie in Oberhof im Biathlon-Weltcup als dritte Läuferin der russischen Staffel. Sie übernahm das Rennen von Jewgenija Pawlowa und Margarita Wassiljewa mit 14 Sekunden Rückstand und übergab nach zwei fehlerfreien Schießen gleichauf mit der führenden deutschen Staffel auf Schlussläuferin Jekaterina Jurlowa-Percht, die als Erste ins Ziel kam. Kuklina feierte damit bei ihrem Debüt im Weltcup auch ihren ersten Weltcupsieg. Im weiteren Saisonverlauf wurde Kuklina für die Weltmeisterschaften 2019 nominiert. Bei ihrem einzigen Einsatz im 15-Kilometer-Einzelrennen wurde sie als beste Athletin ihres Landes Sechzehnte. 2019/20 fand Kuklina über die gesamte Saison hinweg Berücksichtigung im russischen Weltcupteam und belegte Rang 21 im Gesamtklassement. In drei Wettkämpfen erreichte sie die vorderen zehn Plätze, ihr bestes Ergebnis war ein fünfter Rang im Einzel von Östersund. 2021 startete sie im Vorfeld der Weltmeisterschaften – bei denen sie ausschließlich im Einzel eingesetzt wurde und dort Platz 14 erreichte – bei den schwächer besetzten Europameisterschaften in Duszniki-Zdrój und gewann dort im Einzel sowie in der Single-Mixed-Staffel (zusammen mit Jewgeni Garanitschew) zwei Bronzemedaillen.
Nach drei Jahren im russischen Weltcupkader wurde Kuklina zu Beginn des Winters 2021/22 als Folge schwächerer Ergebnisse in den IBU-Cup zurückversetzt. Sie entschied dort ein Sprintrennen in Brezno-Osrblie für sich, wurde aber nicht für die Olympischen Winterspiele 2022 in Peking nominiert. Nach der Suspendierung russischer und belarussischer Athleten vom internationalen Biathlon infolge des russischen Überfalls auf die Ukraine am 24. Februar 2022 trat Kuklina in der Saison 2022/23 im Commonwealth Cup an, einer von den ausgeschlossenen Verbänden durchgeführten Wettkampfserie. Sie entschied dort drei (von insgesamt siebzehn) Rennen für sich und belegte Rang zehn in der von Dsinara Alimbekawa gewonnenen Gesamtwertung.

## Persönliches
Kuklina ist mit dem ehemaligen Skilangläufer Michail Kuklin verheiratet und hat mit ihm eine Tochter (* 2015). Die Familie lebt in Sankt Petersburg.

## Statistiken

### Weltcupsiege
| Nr. | Datum         | Ort     | Disziplin |
| --- | ------------- | ------- | --------- |
| 1.  | 13. Jan. 2019 | Oberhof | Staffel 1 |

### Biathlon-Weltcup-Platzierungen
Die Tabelle zeigt alle Platzierungen (je nach Austragungsjahr einschließlich Olympische Spiele und Weltmeisterschaften).
- 1.–3. Platz: Anzahl der Podiumsplatzierungen
- Top 10: Anzahl der Platzierungen unter den ersten zehn (einschließlich Podium)
- Punkteränge: Anzahl der Platzierungen innerhalb der Punkteränge (einschließlich Podium und Top 10)
- Starts: Anzahl gelaufener Rennen in der jeweiligen Disziplin
- Staffel: inklusive Mixed- und Single-Mixed-Staffeln

| Platzierung               | Einzel | Sprint | Verfolgung | Massenstart | Staffel | Gesamt |
| ------------------------- | ------ | ------ | ---------- | ----------- | ------- | ------ |
| 1. Platz                  |        |        |            |             | 1       | 1      |
| 2. Platz                  |        |        |            |             | 1       | 1      |
| 3. Platz                  |        |        |            |             |         |        |
| Top 10                    | 1      | 1      |            | 1           | 13      | 16     |
| Punkteränge               | 7      | 10     | 11         | 4           | 13      | 45     |
| Starts                    | 8      | 22     | 12         | 4           | 14      | 60     |
| Stand: Saisonende 2021/22 |        |        |            |             |         |        |

### Weltmeisterschaften
Ergebnisse bei den Weltmeisterschaften:
| Weltmeisterschaften | Weltmeisterschaften | Einzel | Sprint | Verfolgung | Massenstart | Staffel | Mixedstaffel | Single-Mixedstaffel |
| Jahr                | Ort                 | Einzel | Sprint | Verfolgung | Massenstart | Staffel | Mixedstaffel | Single-Mixedstaffel |
| ------------------- | ------------------- | ------ | ------ | ---------- | ----------- | ------- | ------------ | ------------------- |
| 2019                | Östersund           | 16.    | –      | –          | –           | –       | –            | –                   |
| 2020                | Antholz             | 23.    | 48.    | 23.        | –           | 8.      | –            | 7.                  |
| 2021                | Pokljuka            | 14.    | –      | –          | –           | –       | –            | –                   |